# Романа Паніч
Романа Панич (серб. Романа Панић; нар. 9 квітня 1975, Баня-Лука, СФРЮ) — сербська співачка.

## Дискографія
- 1999. — Lažem
- 2001. — Venera
- 2004. — Ne!
- 2006. — Best Of Romana — Old & New
- 2012. — Duga